# Detention (film 2003)
Detention, intitolato anche Detention - Duro a morire in Italia, è un film del 2003 diretto da Sidney J. Furie, con protagonista Dolph Lundgren.

## Trama
Sam Decker (Dolph Lundgren) è un ex militare che ha partecipato alla Guerra in Bosnia. Dopo la carriera nell'esercito decide di diventare un insegnante presso la Hamilton High School, la scuola più "difficile" della città, con l'intenzione di poter cambiare qualcosa. Con il passare del tempo nota che l'atteggiamento dei ragazzi avverso alle lezioni non cambia e decide di dimettersi. Nel suo ultimo giorno gli viene dato l'incarico di gestire la classe degli alunni in punizione. Ma mentre Sam e i ragazzi della classe di punizione sono a scuola, nell'edificio irrompe una banda di mafiosi guidati da Chester Lamb (Alex Karzis), con lo scopo di usare la scuola, presumibilmente deserta, come base per rubare 300 milioni di dollari di droga e poi scappare. Sam e i ragazzi dovranno unirsi per sopravvivere, anche se la cooperazione non sembra facile fra i ragazzi.